# Hans Gralke

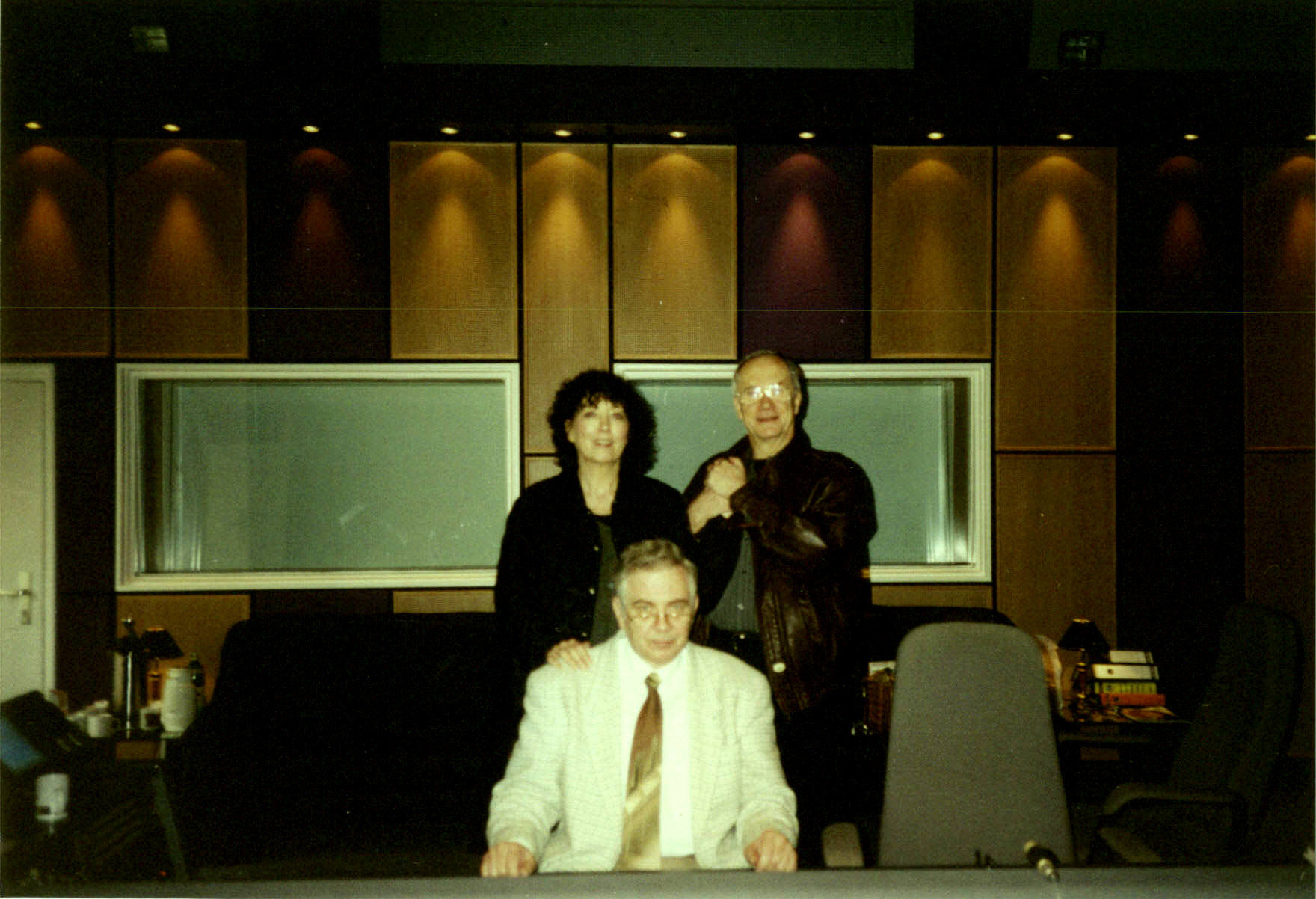
Hans Gralke

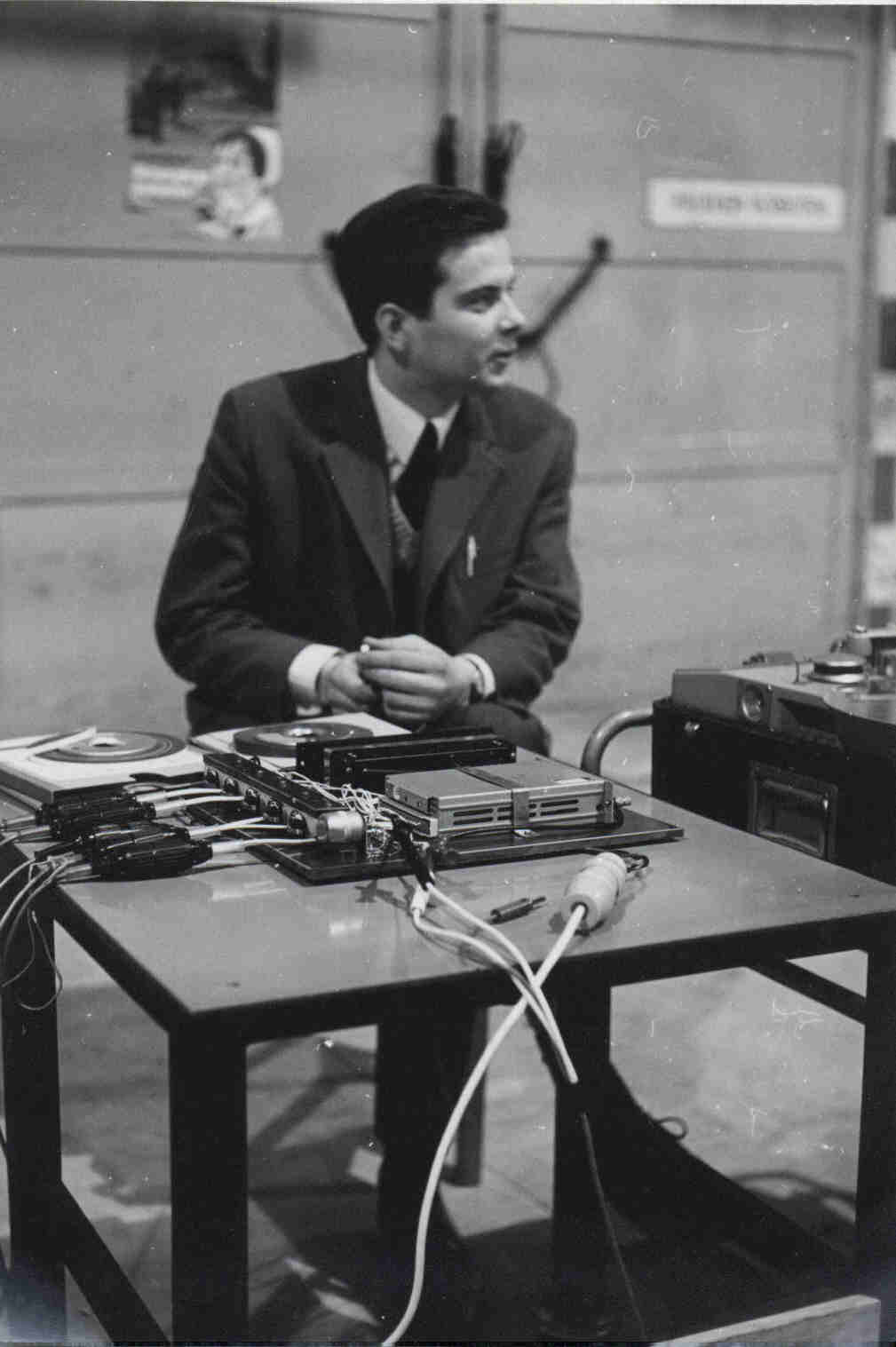
Hans Gralke

Hans Gralke (* 9. April 1944 in Hamburg; † 4. Februar 2007) war ein deutscher Tonmeister.
Ab Mitte der 1960er Jahre wurde er für Studio Hamburg als Tontechniker tätig. Ab Mitte der 1980er wurde er als Tonmeister für diverse Folgen des NDR-Tatort und Großstadtrevier aktiv. Es folgten weitere Fernseharbeiten wie für die Serien Die Männer vom K3 ab 1988 oder Mit Leib und Seele ab 1990. 

## Filmografie (Auswahl)
- 1985: Kaiser und eine Nacht
- 1986–1995: Tatort (Fernsehreihe, 15 Folgen)
- 1987–1992: Diese Drombuschs (Fernsehserie, 6 Folgen)
- 1987–2001: Großstadtrevier (Fernsehserie, 38 Folgen)
- 1988: Brennende Betten
- 1988: Die Bombe
- 1988–2003: Die Männer vom K3 (Fernsehserie, 25 Folgen)
- 1990–1991: Mit Leib und Seele (Fernsehserie, 13 Folgen)
- 1994: Blankenese (Fernsehserie, 10 Folgen)
- 1994: Ausgerechnet Zoé
- 1996: Der Pakt – Wenn Kinder töten
- 1997: Die Gang (Fernsehserie, 9 Folgen)
- 1999: Die Spesenritter
- 1999: Herzschlag – Das Ärzteteam Nord (Fernsehserie, 8 Folgen)